# Stráže pod Tatrami
Stráže pod Tatrami (maďarsky Strázsa, německy Michelsdorf) je část města Poprad na Slovensku. Nachází se v Prešovském kraji v Popradské kotlině. Součástí Popradu je od roku 1960. V roce 2015 zde žilo 593 obyvatel.
Stráže je vesnice na návrší jihovýchodně od centra Popradu, jeho místní část a nejmenší ze středověkého souměstí pěti sídel (pentapolis).

## Historie

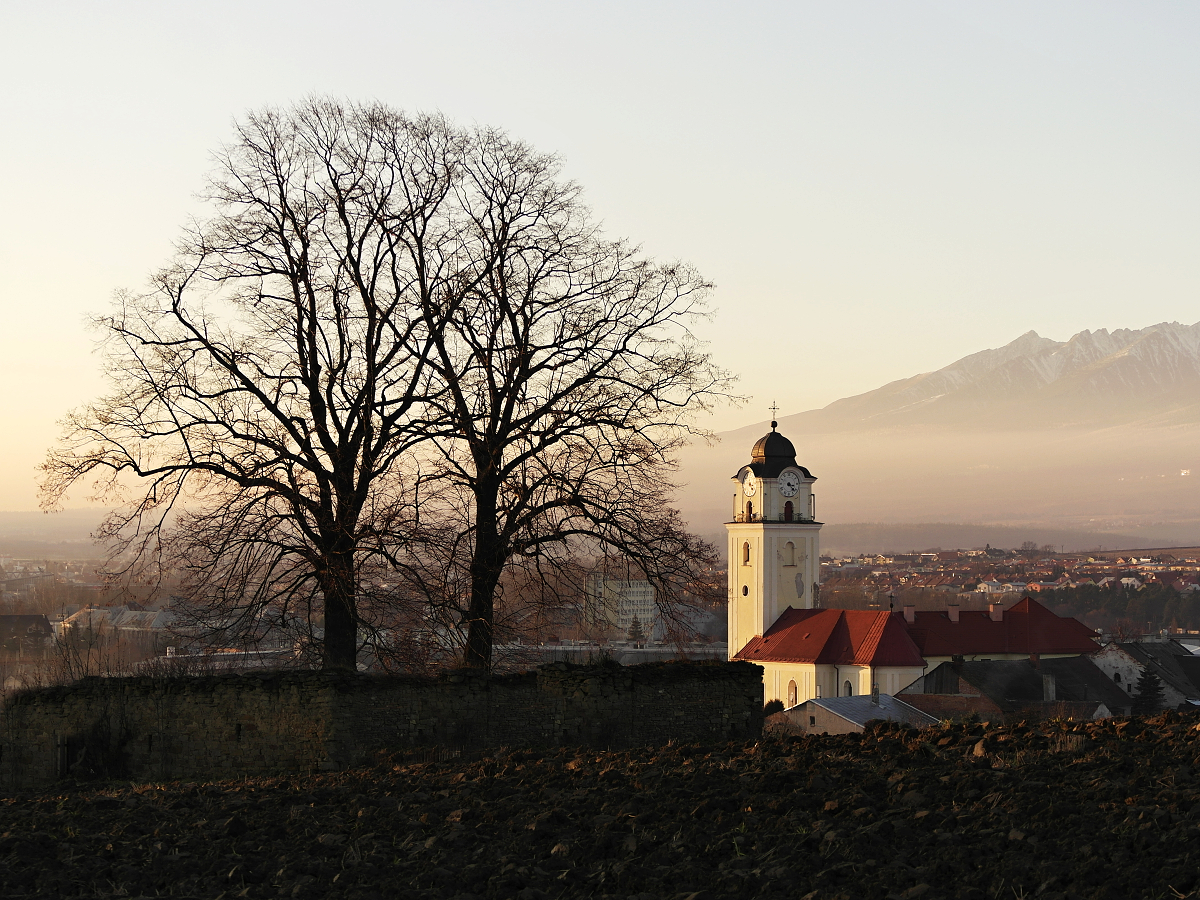
Stráže od jihovýchodu

První písemná zmínka o obci je z roku 1276. V  roce 1334 patřila (jako město) do provincie 24 spišských měst. Obec byla převážně zemědělská. V letech 1412–1772 náležela pod spišskou zástavu. Slovenský název vznikl podle hraniční strážní služby, kterou zdejší obyvatelé povinně drželi na polsko–uherské hranici. Německé označení vycházelo z jména kolonizátora Michela, který obec vlastnil. Současná linie hranice se ustálila koncem 11. století. V letech 1412–1770 spadala celá oblast pod polskou správu. V roce 1770 byla obec popsána jako chotár chudobný. Počet obyvatel se od roku 1770 do roku 1921 pohyboval kolem 500–632 obyvatel. V roce 1921 to bylo 348 Slováků, 265 Němců, 1 Maďar, 1 žid a 1 jiná národnosti. Po 1. světové válce žili Němci a Slováci v rovnováze. V letech 1944–1945 se odstěhovalo nebo bylo vysídleno přes 300 Němců. Obec dosídlili bíreši (dosavadní služebníci) a noví osadníci ze Spiše, Gemeru a Šariše. Stráže byly připojeny k Popradu v roce 1960.

## Památky
- Gotický kostel sv. Jana Křtitele ze 14. století, barokizovaný v roce 1771.

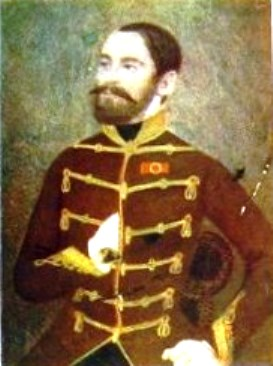
Kornel Fornet

- Budova radnice

## Rodáci
- Andrej Zimmer – varhanář, postavil varhany v místním kostele i v sousedních obcích
- Kornel Fornet (1818–1894) – voják a inženýr, bojoval v americké občanské válce, po návratu žil v maďarském Vácu, kde je také pohřben.